# Джуаб
Окръг Джуаб (на английски: Juab County) е окръг в щата Юта, Съединени американски щати. Площта му е 8822 km², а населението – 10 246 души (2010). Административен център е град Нефи.